# Friedrich Bernhard Werner

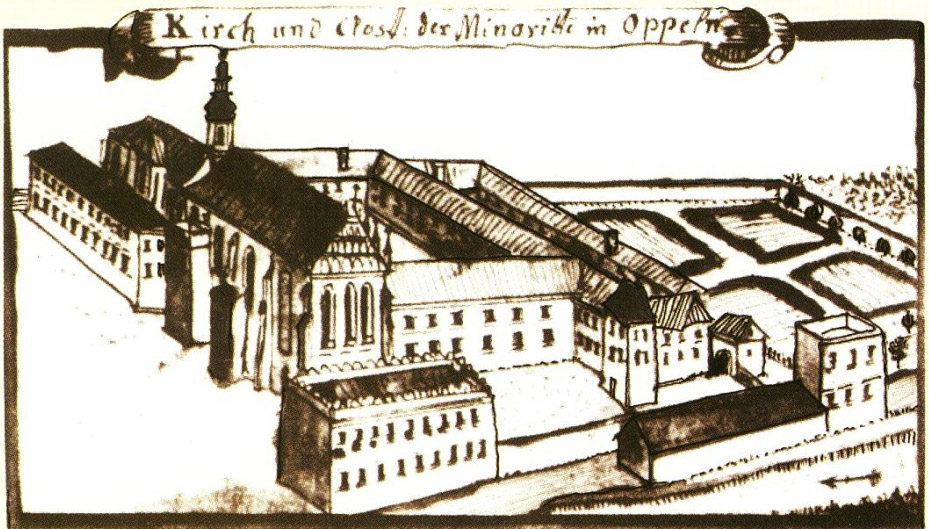
Friedrich Bernhard Werner, Kościół i klasztor franciszkański w Opolu

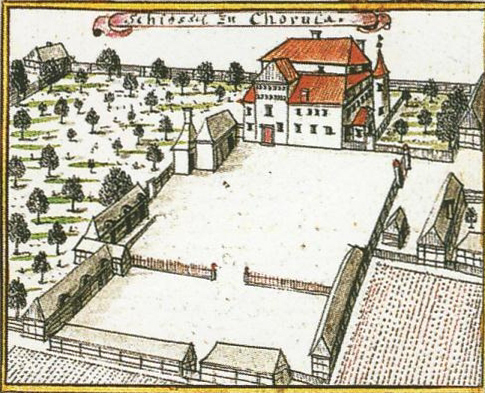
Friedrich Bernhard Werner, Majątek Chorula koło Gogolina

Friedrich Bernhard Werner, właśc. Friedrich Bernhard Wernher (ur. 28 stycznia 1690 w Topoli koło Kamieńca Ząbkowickiego, zm. 20 kwietnia 1776 we Wrocławiu) – śląski rysownik.

## Życiorys
Był synem Melchiora Wernera, bezrolnego chałupnika i jego żony Barbary Morawitz. Rodzice nadali mu imiona na cześć Friedricha Steinera, zmarłego w 1681 r. opata kamienieckiego, i św. Bernarda z Clairvaux, patrona zakonu cystersów. Friedrich Bernhard kształcił się w kolegium jezuickim w Nysie razem z późniejszym opatem klasztorów w Kamieńcu Ząbkowickim i Lubiążu Tobiaszem Stusche. Werner sam określił się mianem "dziecko zakonu z Kamenz" (niem.  „Camenzisches Stiftskind”) w inskrypcji na miedzianej płycie, co sugeruje jego powiązanie z Kamieńcem Ząbkowickim i okolicą. Wkrótce porzucił naukę i zaciągnął się do wojska. Nie wytrzymał jednak w armii zbyt długo i opuścił swój regiment, udając się na siedmioletnią wędrówkę po Europie. W 1718 powrócił w rodzinne strony, gdzie 18 października tego roku ożenił się w Bardzie z córką ząbkowickiego mieszczanina, Marią Eleonorą Teresą Kirchpitter. W latach 1726–1727 był kancelistą u biskupa wrocławskiego Franza Ludwiga von Neuburg. Następnie na zlecenie augsburskich wydawców udał się w podróż po Europie, aby rysować wszystko, co wyda mu się godne uwiecznienia. Rysunki te miały być podstawą sporządzenia miedziorytów. Praca trwała do 1737. Powstał w ten sposób zbiór 341 wedut 219 różnych miast oraz 321 widoków kościołów, klasztorów, pałaców i innych budowli. W 1733 otrzymał zamówienie od największego wydawcy map, firmy Hommans Erben z Norymbergi na wykonanie wedut, które miały być uzupełnieniem planowanego wydania atlasu Śląska. Poczynając od 1735, wyszło w Norymberdze kolejno 11 tablic miedziorytniczych, które zawierały 84 widoki Śląska pod wspólnym tytułem Scenographia Urbium Silesiae. Około 1730 Werner napisał swoją autobiografię.
1 lipca 1736 w drodze do Augsburga przyjechał do Kamieńca Ząbkowickiego w celu przeprowadzenia podziału majątku po zmarłej teściowej. Jego żona otrzymała wówczas niewielki majątek w Kamieńcu, a właściwie w jego części leżącej przy drodze do nieistniejącej dziś wsi Pilce, która była odrębną miejscowością do 1945 i nosiła nazwę Istebka. Po zakończeniu współpracy z wydawcami augsburskimi w 1737 Werner zamieszkał na stałe we Wrocławiu, chwilowo mieszkał także w Prudniku. W 1739 otrzymał od biskupa wrocławskiego, kardynała Philippa Sinzendorfa, posadę geometry dworskiego. Po wybuchu wojny z Prusami biskup udał się na wygnanie, a Werner musiał poszukać sobie nowego zajęcia. Próbował otrzymać pracę od króla Fryderyka II, ale pomimo zachęcających początków nic z tego nie wyszło. W 1744 po raz ostatni była wzmiankowana jego żona, a 22 maja 1758 ożenił się powtórnie we Wrocławiu z Marią Magdaleną Treffa. W 1746 r. rodzina rysownika sprzedała za 2275 talarów posiadłość w Istebce. Ogród za 370 śląskich talarów otrzymał kuzyn Buchman. Reszta gospodarstwa, które spłonęło po uderzeniu pioruna 9 lipca 1742 r., nie była dużo warta, stąd spadek Wernera wyniósł tylko 800 talarów. 10 października 1752 roku podczas powrotu z Pragi, jadąc wozem towarowym, Werner przeżył niebezpieczny wypadek, gdy wpadł do błotnistego jeziora wraz z przewożonymi pakunkami.

„Ponieważ ja, niżej podpisany, w roku 1752, dnia 10 października, z braku wygodniejszej możliwości podróży, wracałem z Pragi Braunauerskim wozem towarowym i następnego ranka, trzy mile od Nevies, wpadłem do głębokiego błota lub wielkiej kałuży, co wydawało się niemal niemożliwe, aby wydobyć mnie żywego spod beczek i pakunków zanurzonych w błotnistej wodzie. Gdy jednak doszedłem do siebie i zacząłem łapać oddech, moje słabe westchnienia jako dziecka stiftu z Kamenz (pol. Kamieniec Ząbkowicki) skierowałem do mojej Błogosławionej Matki w Warthcie (pol. Bardo (miasto)). Tam nie tylko cudownie odzyskałem niemal utracone życie, ale również moje kończyny zostały w dużej mierze całkowicie zachowane. Za to dziękuję Bogu i Jego Błogosławionej Matce.
Friedrich Bernard Werner, dawniej geometra dworski Jego Książęcej Eminencji Kardynała von Sinzendorfa, biskupa wrocławskiego, obecnie królewski pruski inżynier.”

Wiadomo, że do 1766 zajmował on stanowisko inżyniera budowlanego w Izbie do Spraw Wojny i Dóbr Skarbowych Departamentu Budownictwa i Zabudowy Wiejskiej przy Królewskim Urzędzie Budowlanym we Wrocławiu. Nie wiadomo, jaki był zakres jego obowiązków. Nie są również znane rysunki, które powstały na zlecenie tego urzędu lub kardynała Sinzendorfa. Wiadomo natomiast, że od tego czasu Werner poświęcił się wyłącznie rysowaniu krajobrazów Śląska. Wynikiem tego jest licząca 3000 stron 5-tomowa Topographia Silesiae oraz licząca 1400 rycin topografia hrabstwa kłodzkiego. Dzieło Topographia Silesiae powtórzył jeszcze trzy razy, przy czym za każdym razem dodawał nowe ryciny. Próbował swoich sił także w miedziorytnictwie. W latach 1748–1758 opublikował księgę domów modlitwy z 164 ilustracjami, a zaraz potem serię widoków klasztorów cysterskich Czech, Moraw i Śląska. Topografia hrabstwa kłodzkiego zaginęła podczas II wojny światowej, a z czterech egzemplarzy Topographia Silesiae pozostały liczne fragmenty, wśród których brak jedynie księstwa jaworskiego. Pod koniec życia Werner znalazł się w trudnej sytuacji materialnej. Skłoniło go to m.in. do sprzedania swojego pamiętnika, który zawierał również panoramy śląskie i europejskie. Zmarł bezdzietnie i w zapomnieniu we Wrocławiu.
Rysunki Friedricha Bernharda Wernera nie są cennymi dziełami artystycznymi. Posiadają one jednak ogromne znaczenie z uwagi na fakt, iż przedstawiają wiele budowli, które już nie istnieją lub zostały przebudowane i dlatego są bardzo ważnym źródłem dla historyków sztuki i konserwatorów zabytków.